# 纳瓦德尔瓦尔科
纳瓦德尔瓦尔科，是西班牙卡斯蒂利亚-莱昂阿维拉省的一个市镇。 总面积29km2, 总人口166人（2001年），人口密度6人/km2。